# Фолгефонна (тоннель)
Тоннель Фолгефонна (норв. Folgefonntunnelen) — автомобильный тоннель длиной 11,15 км в фюльке Вестланн,  Тоннель соединяет деревню Эйтрхейм и город Одда в коммуне Одда с деревней Аустреполлен в коммуне Квиннхерад. Туннель проходит в горах Фолгефонна, под одноимённым ледником и национальным парком. Тоннель был открыт в 2001 году и стал третьим по длине в Норвегии. Постройка тоннеля сократила время в пути между этими двумя местами с четырёх часов до десяти минут. Тоннель является частью автодороги 551.
В 2012 году неподалёку от этого туннеля был построен 10,4-километровый тоннель Йондал. С помощью этих двух туннелей и парома дорога между трассой E134, проходящей через город Одда, и Бергеном стала намного короче. Этот маршрут из Осло до Бергена короче, чем по трассе E16, и более безопасен в плане зимних метелей (которые имеют большую продолжительность в горах).